# Lindenberg (Weimar)

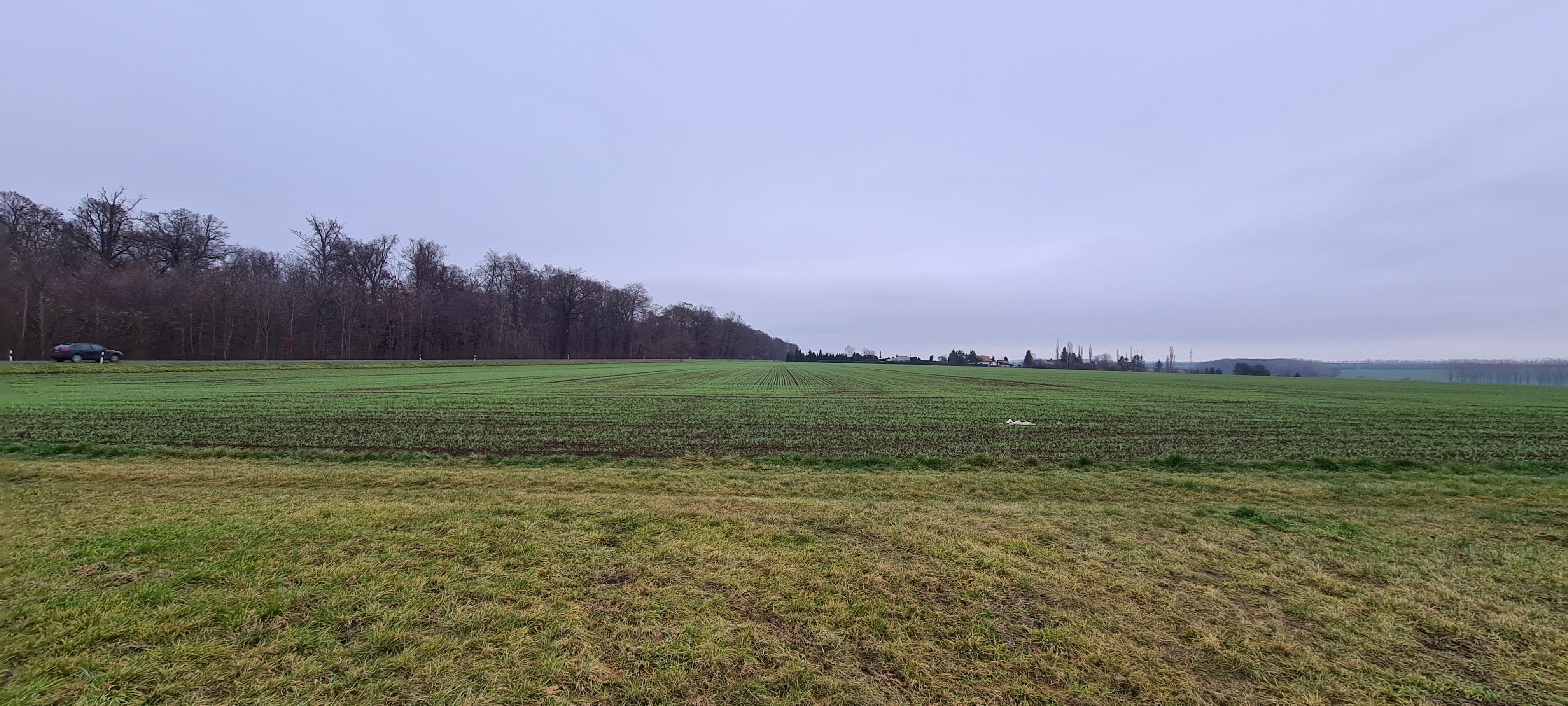
Blick auf das ehemalige Flugfeld Weimar-Lindenberg

Der Lindenberg in Weimar ist ein am Webicht gelegene Erhebung, der zugleich unter der Bezeichnung Am Lindenberg einen Straßenzug darstellt, der Teil der Bundesstraße 7 darstellt. Unter gleicher  Bezeichnung  gibt es dort eine Kleingartenanlage. Er wird zur Parkvorstadt gezählt.
Der Lindenberg ist eine Erhebung östlich vom Horn, an welchem sich Goethes Gartenhaus im Park an der Ilm befindet. Am Lindenberg befindet sich ein Sportplatz vom SC 1903 Weimar unter der Anschrift Am Sportplatz 24 b. Der Sportplatz hat eine Kapazität von  8000 Zuschauern.
Auf der Höhe der Überquerung der Bahnstrecke Weimar–Gera geht die Straße stadteinwärts in die Jenaer Straße über. Der Lindenberg ist zugleich in der Nachbarschaft der Großmutterleite und des Webichts.
Von 1911 bis 1936 gab es den Flugplatz Weimar-Lindenberg. Der wiederum wurde von seinen Förderern Großherzog Wilhelm Ernst und Georg Mardersteig eingeweiht. Bei der Einrichtung des Flugplatzes war Mardersteig die treibende Kraft.
siehe auch:
- Kettenberg (Weimar)
- Pfaffenberg (Weimar)
- Sperlingsberg (Weimar)